# استان تای بین
استان تای بین (به لاتین: Thái Bình Province) یک استان در ویتنام است که در ویتنام واقع شده‌است.

## خصوصیات
استان تای بین ۱٬۵۴۲ کیلومترمربع مساحت و ۱٬۷۸۰٬۹۵۴ نفر جمعیت دارد.